# Sven-Tage Teodorsson
Sven-Tage Teodorsson, född 21 januari 1934, död 7 april 2024 i Oscar Fredriks församling, Göteborg, var en svensk docent i grekiska samt översättare. I sin forskning ägnade han sig bland annat åt den antika grekiskans ljudlära och åt den grekiska författaren Plutarchos, vilken han även översatte till svenska. 2015 erhöll han det Letterstedska översättarpriset för Plutarchos-urvalet Kärlek och vänskap.

### Översättningar
- Plutarchos: Djurens rätt och vegetarianism, Åström, 2007
- Plutarchos: Tio parallella biografier : tema Syrakusa, Recito 2009, ny upplaga Daidalos 2013
- Plutarchos: Pedagogik och Politik, 2016
- Plutarchos: Kärlek och vänskap, Atlantis, 2017
- Plutarchos: Levnadsråd, Atlantis, 2017
- Plutarchos: Om religion, Atlantis, 2017
- Plutarchos: Bordssamtal, Atlantis, 2019